# James Randolph Hubbell

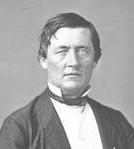
James Randolph Hubbell

James Randolph Hubbell (* 13. Juli 1824 im Delaware County, Ohio; † 26. November 1890 in Bellville, Ohio) war ein US-amerikanischer Politiker. Zwischen 1865 und 1867 vertrat er den Bundesstaat Ohio im US-Repräsentantenhaus.

## Werdegang
James Hubbell besuchte die öffentlichen Schulen seiner Heimat. Später war er in Woodbury selbst als Lehrer tätig. Nach einem anschließenden Jurastudium und seiner 1845 erfolgten Zulassung als Rechtsanwalt begann er in London in diesem Beruf zu arbeiten. Später verlegte er seinen Wohnsitz und seine Kanzlei nach Delaware (Ohio). Gleichzeitig schlug er eine politische Laufbahn ein. Zwischen 1849 und 1863 war er mehrfach Abgeordneter im Repräsentantenhaus von Ohio, als dessen Präsident er im Jahr 1863 fungierte. Politisch wurde er Mitglied der 1854 gegründeten Republikanischen Partei.
Bei den Kongresswahlen des Jahres 1864 wurde Hubbell im achten Wahlbezirk von Ohio in das US-Repräsentantenhaus in Washington, D.C. gewählt, wo er am 4. März 1865 die Nachfolge von William Johnston antrat. Bis zum 3. März 1867 konnte er eine Legislaturperiode im Kongress absolvieren. Seit 1865 war die Arbeit des Kongresses von den Spannungen zwischen den Republikanern und Präsident Andrew Johnson geprägt, die in einem nur knapp gescheiterten Amtsenthebungsverfahren gipfelten. Präsident Johnson nominierte Hubbell als amerikanischen Botschafter in Portugal, was allerdings vom Kongress nicht bestätigt wurde.
Nach dem Ende seiner Zeit im US-Repräsentantenhaus praktizierte James Hubbell wieder als Anwalt. 1869 saß er im Senat von Ohio. Im selben Jahr wechselte er zur Demokratischen Partei, für die er sich 1870 erfolglos um die Rückkehr in den Kongress bewarb. Danach ist er politisch nicht mehr in Erscheinung getreten. Er starb am 26. November 1890 auf dem Anwesen seines Sohnes in Bellville und wurde in Delaware beigesetzt.